# Elena Kouzmina
Pour les articles homonymes, voir Kouzmina.
Elena Alexandrovna Kouzmina, née à Tiflis (aujourd'hui Tbilissi en Géorgie), dans l'Empire russe, le 17 février 1909 et morte à Moscou le 15 octobre 1979, est une actrice soviétique.

## Biographie
Formée à Léningrad à la Fabrique de l'acteur excentrique (la FEKS), Elena Kouzmina est apparue dans une vingtaine de films entre 1929 et 1978.
Kouzmina s'est mariée avec les réalisateurs Boris Barnet, puis Mikhaïl Romm qu'elle a connu lors du tournage de son film Les Treize.

## Carrière
Elena Kouzmina se distingue en 1929 dès son premier film, La Nouvelle Babylone, où elle interprète le rôle d'une communarde à laquelle elle insuffle une remarquable vérité. Elle est la vedette en 1931 dans La Seule de Grigori Kozintsev et Leonid Trauberg, où elle joue une institutrice face aux pénibles conditions de la vie sibérienne. Son plus beau rôle est celui d'une jeune provinciale amoureuse d'un prisonnier allemand dans Le Faubourg (Okraïna), le film de 1933 du réalisateur Boris Barnet qui lui donnera un autre rôle dans Au bord de la mer bleue en 1936. Mikhaïl Romm la dirige  ensuite dans plusieurs films, Les Treize (1936), Le Rêve (1941), Matricule 217 (1945) La Question russe (1947), Mission secrète (1950) et Les navires attaquent les bastions (1953) dans le rôle d'une fascinante Lady Hamilton.

## Distinctions
Elena Kouzmina a été récipiendaire de trois prix Staline, en 1946, 1948 et 1951 et fut reçue Artiste du peuple de l'URSS en 1950.

## Filmographie sélective
- 1929 : La Nouvelle Babylone (Новый Вавилон) de Grigori Kozintsev et Leonid Trauberg : Louise Poirier, l'aidante du magasin
- 1931 : La Seule (Одна) de Grigori Kozintsev et Leonid Trauberg : institutrice
- 1933 : Le Faubourg (Okraïna, Окраина) de Boris Barnet : Manka
- 1936 : Au bord de la mer bleue (У самого синего моря) de Boris Barnet : Machenka
- 1936 : Les Treize (Тринадцать) de Mikhaïl Romm : Maria Nikolaïevna
- 1941 : Le Rêve (Мечта) de Mikhaïl Romm : Anna
- 1942 : Le Prince et le Pauvre (Принц и нищий) d'Erast Garine : sorcière
- 1945 : Matricule 217 (Человек № 217) de Mikhaïl Romm : Tatiana Krylova
- 1947 : La Question russe (Русский вопрос) de Mikhaïl Romm : Jessy
- 1950 : Mission secrète (Секретная миссия) de Mikhaïl Romm : Marthe Schirke
- 1953 : Les navires attaquent les bastions (Корабли штурмуют бастионы) de Mikhaïl Romm : Lady Hamilton